# Closer (canción de Lacuna Coil)
«Closer» es el tercer sencillo del álbum Karmacode de Lacuna Coil. La canción se diferencia de otros sencillos tales como Our Truth o Swamped por su pop "se siente más que el periódico de la banda oscura, de estilo gótico-sonda. Se siente casi como si se tratara de una pista de baile, debido a su bajo Groovy y combinación de teclas, y su pegadizo estribillo y varios anzuelos en la canción. Sin embargo, obtuvo en la radio de vez en cuando en las estaciones de rock.
La canción aparece en el juego Guitar Hero III: Legends of Rock como una pista adicional y como contenido descargable para Rock Band.

## Lanzamiento
La más estrecha-EP de la banda está disponible en iTunes. La siguiente son las canciones incluidas en el EP:
- «Closer»
- «Closer» (Exclusive Radio Version)
- «Closer» (Exclusive Acoustic Version)
- «Our Truth» (versión live)
- «Heaven's A Lie» (versión live)

## Videoclip
Los directores Zach Merck y Nathan Cox crearon el videoclip para Closer (junto al de Enjoy the Silence). Cuenta con la banda, así como la vocalista Cristina Scabbia conduciendo en un automóvil y cantando. Tanto los directores como la banda han sido discretos con respecto a la temática de este videoclip.
- Datos: Q1092217